# Namaqualärka
Namaqualärka (Certhilauda subcoronata) är en afrikansk fågel i familjen lärkor inom ordningen tättingar.

## Utseende och läte
Namaqualärkan är en stor och slank lärka med lång och tunn nedåtböjd näbb och långa ben. Fjäderdräkten är generellt roströd ovan, gråaktig i nacken och lätt streckad på bröstet. De flesta lärkor i dess utbredningsområde är mindre och mer kompakta, med mindre näbbar och kortare ben. Sången som ofta utförs i en sångflykt (se Levnadssätt nedan) består av en tvåtonig vissling, "hit-seeeoooouuu", med den andra tonen fallande.

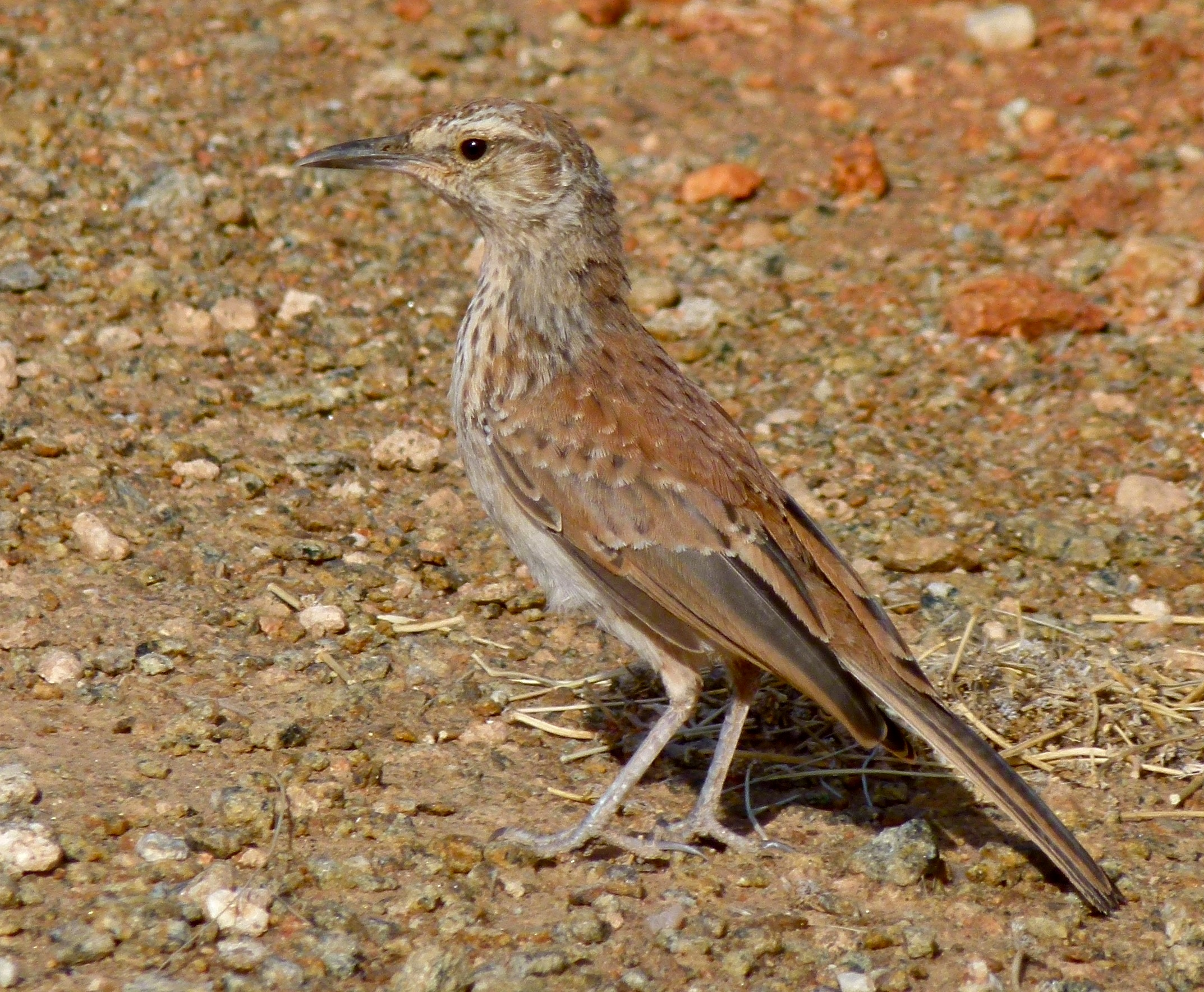

## Utbredning och systematik
Namaqualärka delas in i sex underarter md följande utbredning:
- subcoronata-gruppen
  - Certhilauda subcoronata subcoronata – förekommer i västra centrala Sydafrika söderut till centrala Karoo
  - Certhilauda subcoronata bradshawi – förekommer i södra Namibia och nordvästra Sydafrika (västra Norra Kapprovinsen)
  - Certhilauda subcoronata damarensis – förekommer i västra centrala Namibia
  - Certhilauda subcoronata gilli – förekommer i södra centrala Sydafrika (södra Karoo)
- benguelensis-gruppen
  - Certhilauda benguelensis benguelensis – förekommer längst ut vid kusten i sydvästra Angola och norra Namibia
  - Certhilauda benguelensis kaokoensis – förekommer i Brandberg-bergen (södra Angola och norra Namibia)

Tidigare behandlades benguelensis-gruppen som den egna arten "benguelalärka".

## Levnadssätt
Namaqualärkan hittas i torra och öppna buskmarker. Där ses den promenera kvickt fram på marken och stanna för att gräva i marken eller plocka i buskagen efter ryggradslösa djur, frön eller frukt. Under häckningstid utför den en karakteristisk sångflykt då hanen först flyger ner mot marken, därefter rakt upp till 10–15 meters höjd för att sedan fälla ihop vingarna och falla till marken.

## Status
IUCN kategoriserar arten som livskraftig. Populationsutvecklingen anses vara stabil och den beskrivs som vanlig eller mycket vanlig i stora delar av utbredningsområdet.

## Namn
Namaqualand är ett område i Sydafrika och Namibia, mestadels bestående av öken.